# برنا داول
برنا داول (به انگلیسی: Brenna Dowell) ژیمناست زادهٔ ۴ مارس ۱۹۹۶ میلادی اهل کشور ایالات متحده آمریکا است.